# Gorran Haven
Gorran Haven är en by i Cornwall distrikt i Cornwall grevskap i England. Byn är belägen 17,8 km 
från Truro. Orten har 858 invånare (2015).